# Maianthemum atropurpureum
Maianthemum atropurpureum là một loài thực vật có hoa trong họ Măng tây. Loài này được (Franch.) LaFrankie mô tả khoa học đầu tiên năm 1986.